# Перри, Тейлор
Те́йлор Пе́рри (англ. Taylor Perry; родился 15 июля 2001, Уордсли, Дадли) — английский футболист, полузащитник клуба английской Премьер-лиги «Вулверхэмптон Уондерерс», выступающий на правах аренды за «Челтнем Таун».

## Футбольная карьера
Воспитанник футбольной академии «Вулверхэмптон Уондерерс». В основном составе дебютировал 25 сентября 2019 года в матче Кубка Английской футбольной лиги против «Рединга». 12 декабря дебютировал в Лиге Европы УЕФА, заменив Жоау Моутинью в матче против «Бешикташа».